# Критская экспедиция (949)
Критская экспедиция — военная операция, предпринятая в 949 году византийской армией против арабов, удерживавших остров Крит.

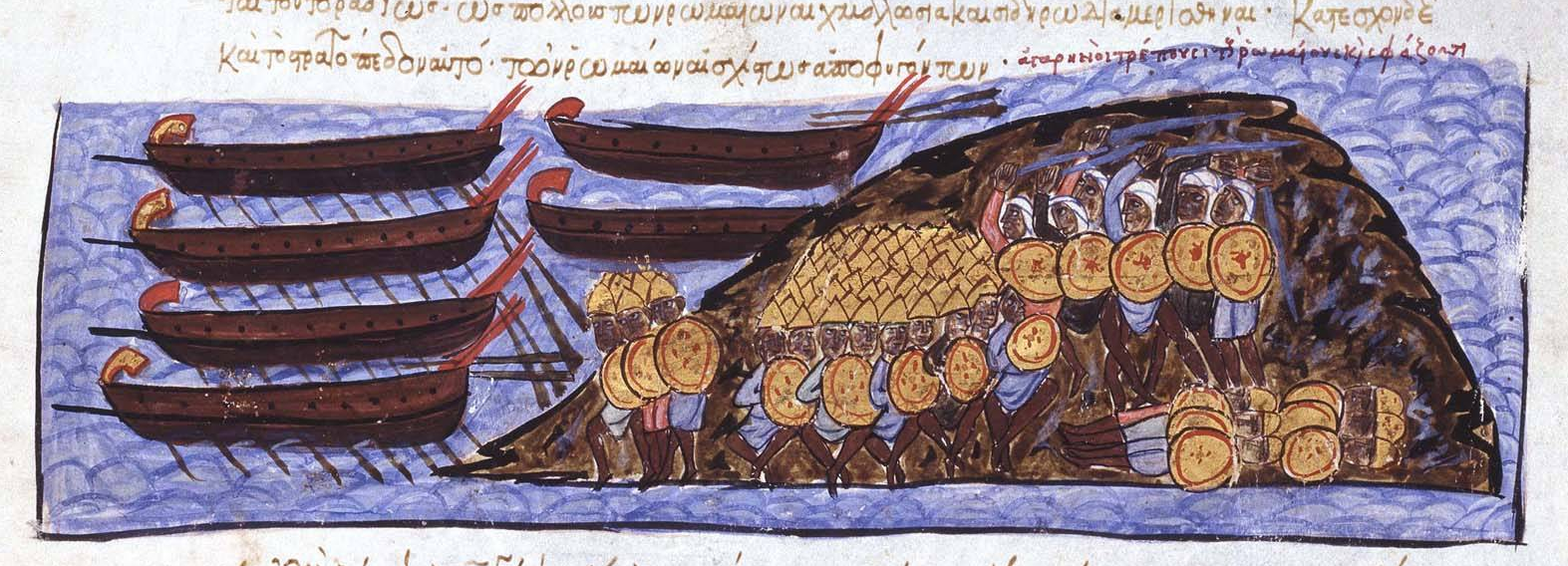
Арабы разбивают византийцев на Крите. 949 г. Мадридский Скилица

Нападения Критского эмирата на острова в Эгейском море приводили к ответным византийским военным экспедициям на Крит. В 930—940-х годах критское пиратство достигло наивысшего уровня: опустошению подверглись южная Греция, Афон и запад Малой Азии. В 949 году император Константин VII решил отправить новую экспедицию с целью подчинения острова. Общее начальство над экспедицией было поручено патрикию Константину Гонгилу, евнуху, одному из дворцовых спальников, человеку совершенно неопытному в военных делах. 
Летом 949 года византийцы отправили флот из 60 кораблей, состоявших из 10 000 морских пехотинцев и 5 700 солдат и наемников. Благополучно высадившись на Крите в августе, Гонгила допустил ряд непоправимых стратегических ошибок: он не укрепил лагерь и не имел разведчиков, которые могли бы сообщать ему движениях противника. 
Арабы быстро поняли, что перед ними находился малоопытный военачальник, и поэтому сразу приступили к решительным действиям. Неожиданно напав на неприготовленное к отпору византийское войско, арабы нанесли ему полное поражение. Византийское войско, не сделав даже попытки к защите, бежало. Много ромеев попало в плен, много было убито; лагерь со всеми запасами достался в руки арабов. Сам Константин Гонгил чуть не попал в плен, и только благодаря помощи своих приближенных ему удалось освободиться и спастись на одном из византийских судов, большинство которых также погибло.
Неудача сильно подействовала на население империи и самого императора. В царствование Романа II, преемника Константина Багрянородного, приближенные императора, видя приготовления к новому походу на Крит, были против него, особенно в виду громадных денег и человеческих жертв, напрасно потраченных во время критских экспедиций при Льве Мудром и Константине Багрянородном.